# Kotań
Kotań (j. łemkowski Котань) – wieś w Polsce położona w województwie podkarpackim, w powiecie jasielskim, w gminie Krempna.
W latach 1975–1998 miejscowość administracyjnie należała do województwa krośnieńskiego.
Miejscowość w Beskidzie Niskim, nad Wisłoką, w otoczeniu zalesionych wzgórz Magurskiego Parku Narodowego. Wzmianki o wsi pochodzą z 1581 r., gdy należała ona do starostwa bieckiego.
Znajduje się tu Ośrodek Rekolekcyjno-Wypoczynkowy Diecezji Rzeszowskiej.
We wsi znajduje się dawna cerkiew greckokatolicka pw. Świętych Kosmy i Damiana pełniąca obecnie rolę kościoła filialnego parafii św. Maksymiliana Kolbe w Krempnej.

## Szlaki piesze
- Mrukowa – Kaplica pod Trzema Kopcami – Kotań – Przełęcz Hałbowska – Krempna